# メゼンツァーナ
メゼンツァーナ（伊: Mesenzana）は、イタリア共和国ロンバルディア州ヴァレーゼ県にある、人口約1,600人の基礎自治体（コムーネ）。

## 地理

### 位置・広がり

#### 隣接コムーネ
隣接するコムーネは以下の通り。
- ブリッサーゴ＝ヴァルトラヴァーリア
- カッサーノ・ヴァルクーヴィア
- ドゥーノ
- グラントラ
- モンテグリーノ・ヴァルトラヴァーリア

### 地震分類
イタリアの地震リスク階級 (it) では、4 に分類される
。

## 行政

### 分離集落
メゼンツァーナには、以下の分離集落（フラツィオーネ）がある。
- Alpe Cavoglio, Cà Bianca Nuova, Gesiola del Monte San Martino, Le Cascine, Malpensata, Maro, Molino d'Anna, Pezza, Pianazzo, Piatta